# Arto Koivisto
Arto Ilmari Koivisto (Isojoki, 7 dicembre 1948) è un ex fondista finlandese.

## Palmarès

### Olimpiadi
- 2 medaglie:
  - 1 oro (Innsbruck 1976 nella staffetta 4 × 10 km)
  - 1 bronzo (Innsbruck 1976 nei 15 km)